# Zum Schweigen verdammt
Zum Schweigen verdammt (Originaltitel: Out of the Rain) ist ein US-amerikanisches Filmdrama von Gary Winick aus dem Jahr 1991. In den Hauptrollen spielen Michael O’Keefe, John Seitz und Al Shannon.

## Handlung
Jimmy Reade stirbt. Frank Reade kommt in den Heimatort zurück, um der Bestattung beizuwohnen. Er wischt die Blutspuren von der Wand des Wohnwagens seines Bruders ab. Seinem Vater sagt er, er sei nicht zurückgekehrt, sondern befinde sich auf der Durchreise.
Obwohl Jimmy offiziell Suizid beging, versucht Frank, die Umstände seines Todes zu erforschen. Er lernt Jo kennen, eine Verwandte des Sheriffs der Stadt Neff, die mit Jimmy zusammen war. Frank flirtet mit ihr.
Reade findet heraus, dass Jimmy dem Drogendealer und Barinhaber Drew Geld stahl. Später verdächtigt er den in Jo verliebten Neff. Am Ende erfährt er, dass Jimmy von Jo getötet wurde. Es kommt zum Kampf, in dem Jo und Neff sterben.

## Kritiken
„Ein düsterer, von depressiver Stimmung beherrschter Film, der nicht ohne Spannung ein dumpfes Porträt der amerikanischen Provinz entwickelt: sexuelle Obsessionen beherrschen den Alltag, Rauschgifthändler korrumpieren selbst biedere Bürger, und Frauen nehmen Rache an ihren Männern.“

„Dem Film fehlt Tiefgang und er setzt auf Schock-Effekte“

## Hintergrund
Der Film wurde im US-Bundesstaat New York gedreht. Er startete im Verleih in den USA am 23. Mai 1991.